# Western National Parks Association
La Western National Parks Association, ou WNPA, est une association à but non lucratif américaine développant des programmes de valorisation, d'éducation et de recherche dans 71 aires protégées de l'Ouest américain, parmi lesquelles des parcs nationaux et des monuments nationaux. Elle a son siège à Tucson, dans l'Arizona.